# (Anesthesia) Pulling Teeth
„(Anesthesia) Pulling Teeth” – utwór instrumentalny zespołu Metallica z albumu Kill ’Em All. Utwór został napisany przez basistę Cliffa Burtona. Na samym początku utworu, można usłyszeć prawdopodobnie Jamesa Hetfielda, wypowiadającego słowa Bass solo. Take one!, chociaż w rzeczywistości Burton nagrał sześć albo siedem różnych ścieżek gitary basowej. Jest to również pierwsza kompozycja instrumentalna nagrana kiedykolwiek przez Metallikę. Gitara basowa jest dominującym instrumentem w tym utworze, chociaż można również usłyszeć perkusję Larsa Ulricha, która to pojawia się podczas końcowych partii utworu.

## Twórcy
- James Hetfield – introdukcja
- Cliff Burton – gitara basowa
- Lars Ulrich – perkusja